# Luis Miguel Dominguín
Luis Miguel Dominguín González-Lucas, nacido Luis Miguel González Lucas (Madrid, 9 de diciembre de 1926-San Roque, Cádiz, 8 de mayo de 1996), conocido como Luis Miguel Dominguín, fue un torero español. Desarrolló su carrera en las décadas de 1940 y 1950 tanto en España como en América. Lideró el escalafón taurino tres años y salió por la puerta grande de Las Ventas en cinco ocasiones.
Destacó además de por la tauromaquia, por ser una importante y controvertida figura pública, amigo de artistas, políticos de diversas ideologías, actores y variadas personalidades del mundo de la cultura durante la dictadura.

## Biografía
Creció en un ambiente torero siendo hijo del torero Domingo González Dominguín, hermano menor de Domingo «Dominguín» y Pepe Dominguín. En 1939 una vez finalizada la guerra civil española, regresó a Madrid junto a su familia desde el exilio en Portugal. Se establecieron en la calle Príncipe n.º 35.
Debutó el 25 de junio de 1937 como becerrista en la Plaza de toros de Campo Pequeño (Lisboa) a los doce años acartelado con sus hermanos. Se mantuvo como becerrista hasta 1939, año en el que realizó su presentación vestido de luces en la plaza de toros de Linares. El 11 de agosto de 1940 se presentó en la Plaza de toros de Las Ventas. Un año después viajó con sus hermanos a América. El 23 de noviembre de 1940, tomó la alternativa en la plaza cultural la Santamaría de Bogotá de manos de Domingo Ortega, apoderado por su padre. Aunque dicha alternativa no tuvo validez en España, Luis Miguel Dominguín lidió durante dos años más en los cosos colombianos como novillero antes de regresar a España. Tras lidiar quince novilladas el 5 de septiembre de 1943 se presentó en Madrid con picadores anunciado en cartel con Rafael Perea Boni y Angelete y lidió veinticinco novilladas más.
Tomó la alternativa el 2 de agosto de 1944 en la plaza de toros de La Coruña de manos de Domingo Ortega que actuó de padrino y de su hermano Domingo que actuó de testigo. El toro de la ceremonia fue Cuenco, de la ganadería de Samuel Hermanos. La confirmación de la alternativa en Las Ventas tuvo el 14 de junio de 1945, apadrinado por Manolete y de testigo Pepe Luis Vázquez. Su padre, considerado el primer apoderado taurino en el sentido moderno, le acarteló con veinte años frente a Manolete en el fatídico 28 de agosto de 1947 en Linares, junto con Francisco Vega de los Reyes, "Gitanillo de Triana", cuando el diestro perdió la vida.
Torero ambicioso que buscó la perfección en su tauromaquia, carácter que impuso tanto en la plaza como en su vida fuera de los ruedos. Fue un torero puro de grandes conocimientos, de mando, poder y dominio, características que hicieron que su tauromaquia fuese el eje esencial en el toreo de su época, enfrentándose a los públicos más exigentes de los ruedos. Combinó la eficacia y la perfección en los lances. En una misma faena –mismo toro lidiado– combinaba las artes más refinadas junto con el uso del capote y la muleta de forma despreocupada, creando de esta forma un estilo propio entre la pureza y la lejanía del estilo más artístico, hecho que generó controversias entre sus seguidores. Fue además un banderillero discreto, suerte que empleó para dar redondez a las faenas. Consolidó su prestigio siendo primera figura del toreo debido tanto a su técnica como a sus condiciones artísticas.
Fue primero del escalafón taurino en España en 1946, 1948 y en 1951. Salió cinco veces por la puerta grande de Las Ventas en los años 1946, 1948, 1949 en dos ocasiones y en 1960. Fue contemporáneo de figuras como Antonio Bienvenida, Rafael Ortega, Antonio Parra Parrita o Raúl Acha, a quien vetó tras una polémica en los ruedos.
Trasladó el interés por la fiesta a ámbitos fuera del mundo taurino. Intervino como actor en algunas películas como La vuelta al mundo en 80 días (1956), El testamento de Orfeo (1960) o la película taurina Yo he visto la muerte (1960). Fue famosa su rivalidad con su cuñado Antonio Ordóñez retratada por Hemingway en el ensayo El verano peligroso (1959).
Se trató del torero favorito de Francisco Franco quién acudía a cazar a la finca del torero y con varios ministros. Se trató de un personaje fundamental en la vida social de la dictadura y contó con amistades de personalidades tan dispares como Ortega y Gasset, Jean Cocteau, Sofía Loren, Salvador Dalí y Gala, el actor Yul Brynner, Claudia Cardinale, Truman Capote, Audrey Hepburn, Mel Ferrer o Hernando Santos Castillo (director del periódico colombiano El Tiempo), con Hemingway u Orson Wells. Defendió a su hermano Domingo, principal contribuyente del PCE durante la dictadura, y mantuvo amistad con el Che Guevara quien, en una escala en Madrid, pidió ir a ver una corrida de toros, donde lidiaba éste. La más conocida fue la amistad con Pablo Picasso. En honor al artista Luis Miguel lució en el periodo de su reaparición varios trajes de luces con diseños picassianos, unos vestidos de torear cuya característica era la escasez de bordados en hilo de oro que los hacían más livianos.
Se retiró a finales de 1960 en el Puerto de Santa María. El 10 de junio de 1971 reapareció en una corrida de toros de Samuel Flores y José María Soto en la plaza de toros de Las Palmas de Gran Canaria acartelado con Antonio Bienvenida y Miguel Márquez. Su última aparición en los ruedos fue en la Monumental de Barcelona el 12 de septiembre de 1973 donde se lidiaron toros de la ganadería de Sepúlveda, compartió terna con el torero gaditano Ruiz Miguel y el salmantino Julio Robles. 
Siguió vinculado al mundo de los toros como empresario taurino con la propiedad de la plaza de la Plaza de toros de Vista Alegre, que le fue expropiada en 1991. En el año 1994 con motivo del quincuagésimo aniversario de la toma de la alternativa se le realizó un homenaje en Madrid a la que acudieron toda la dinastía del torero y amigos. Su tauromaquia y la influencia de la misma en el mundo del toro ha sido objeto de diferentes cursos universitarios.
Falleció el 8 de mayo de 1996 a los sesenta y nueve años en su residencia de El Arcón en Sotogrande (San Roque), a causa de una insuficiencia cardíaca, que le causó un derrame cerebral.

## Vida personal
Entre 1952 y 1954 tuvo una relación sentimental con Ava Gardner. Además, la prensa internacional dio cuenta de sus romances y galantería con actrices de Hollywood como María Félix, Lana Turner, Rita Hayworth, Marta Alban, Lauren Bacall, Cecilia Albéniz –nieta del compositor–, Rommy Schneider, Ira de Furstenberg o Miroslava Stern quien, según algunas fuentes se suicidó por él.
El 1 de marzo de 1955 contrajo matrimonio con Lucía Bosé en Las Vegas a quien conoció en el rodaje de La muerte de un ciclista. El 16 de octubre se casaron por la iglesia, para no contravenir las convenciones de la sociedad franquista, en su finca Villa Paz (Saelices), un palacete de 1838 adquirido por el diestro en 1947 donde fijó su residencia. Fruto de este matrimonio nacieron cuatro hijos,  Miguel Bosé, Lucía Dominguín, Paola Dominguín, y Juan Lucas (nacido y fallecido en 1962). El matrimonio se separó en 1968, y Lucía Bosé se opuso a la declaración de la nulidad del matrimonio eclesiástico.
Entre sus nietos se encuentran Bimba Bosé o Nicolás Coronado. Fue tío de los toreros  Juan Carlos Beca Belmonte, Ángel Teruel, Curro Vázquez y Paco Alcalde, y tío abuelo de Francisco Rivera Ordóñez y Cayetano Rivera Ordóñez.
Contrajo matrimonio en segundas nupcias en 1987 con Rosario Primo de Rivera y Urquijo, sobrina de José Antonio Primo de Rivera y nieta de Miguel Primo de Rivera, con quien permaneció hasta su fallecimiento.

## Reconocimientos
- 1950: Recibe la Cruz de Caballero de la Orden de Isabel la Católica concedida por el gobierno por la colaboración del diestro en la ayuda para los damnificados por los terremotos en Ecuador.[29]
- 1996: el ayuntamiento de Madrid coloca una placa conmemorativa en la casa donde vivió el torero en la calle Príncipe n.º 35 de Madrid.[6][8]
- 2008: en homenaje a su trayectoria y personalidad fue donada una escultura del torero realizada por el escultor Ramón Aimerich al Museo taurino de Madrid que en 2013 se ubicó en el exterior del Museo, en la explanada plaza de toros de las Ventas.[3][8]